# UEFA Cup finalen 1993
UEFA Cup finalen 1993 var to fodboldkampe som skulle finde vinderen af UEFA Cup 1992-93. De blev spillet den 5. og 19. maj 1993 imellem det italienske hold Juventus og tyske Borussia Dortmund. 
Kampene var kulminationen på den 22. sæson i Europas næststørste klubturnering for hold arrangeret af UEFA siden etableringen af UEFA Cup i 1971. For Dortmund var det første gang de var nået frem til finalen i turneringen. Det var Juventus' tredje finale, efter at de vandt i 1977 og 1990.
Juventus vandt samlet 6-1, efter at de i den første kamp på udebane på Westfalenstadion i Dortmund havde vundet 3-1. 14 dage efter hjemme på Stadio delle Alpi i Torino blev resultatet også 3-0 til italienerne, og de vandt turneringen for tredje gang. 

## Kampene

### 1. kamp
| 5. maj 1993 |

| Borussia Dortmund | 1 – 3   | Juventus                             |
| ----------------- | ------- | ------------------------------------ |
| Rummenigge 2'     | Rapport | 26' D. Baggio · 31', 74' R. Baggio · |

| Westfalenstadion, Dortmund Tilskuere: 37.900 Dommer: Sándor Puhl (Ungarn) |

### 2. kamp
| 19. maj 1993 |

| Juventus                       | 3 – 0   | Borussia Dortmund |
| ------------------------------ | ------- | ----------------- |
| D. Baggio 5', 43' · Möller 65' | Rapport |                   |

| Stadio delle Alpi, Torino Tilskuere: 62.781 Dommer: John Blankenstein (Holland) |